# پیست اتومبیل‌رانی اشتوریل
پیست اتومبیل‌رانی اشتوریل (به پرتغالی: Circuito do Estoril) یک میدان مسابقه ورزش‌های موتوری است که در اشتوریل، کشکایش، در کشور پرتغال قرار دارد. از این پیست برای برگزاری جایزه بزرگ پرتغال، که یکی از سری گراند پری‌های مسابقات قهرمانی جهان فرمول یک است، استفاده می‌شود.
پیکربندی کنونی این پیست از ۱۳ پیچ تشکیل شده و طول آن برابر با ۴٫۱۸۲ کیلومتر (۲٫۵۹۹ مایل) است.